# Шарлоте Бюлер
Шарлоте Бюлер (на немски: Charlotte Bühler) е американска психоложка от германски произход.

## Биография
Родена е на 20 декември 1893 година в Берлин, Германия. В периода 1929 – 1938 е директор на Мюнхенския институт по психология, а след установяването на нацизма емигрира в САЩ, където заема длъжността на втори професор в психиатричната клиника в университета в Южна Калифорния. Присъединява се към модерното течение на хуманистичната психология.
В разрез с Фройдовото учение Шарлоте Бюлер винаги е твърдяла, че Азът носи присъщо за него и оригинално желание за себереализация.
Умира на 3 февруари 1974 година в Щутгарт на 80-годишна възраст.